# Pic de Ceylan
Chrysocolaptes stricklandi
Espèce
Statut de conservation UICN

 LC  : Préoccupation mineure
Le Pic de Ceylan (Chrysocolaptes stricklandi) est une espèce d'oiseaux de la famille des Picidae.

## Répartition
Cette espèce vit au Sri Lanka.

## Taxinomie
synonymesBrachypternus stricklandi (protonyme), Chrysocolaptes lucidus stricklandi